# Lliçà d'Amunt
Lliçà d'Amunt és un municipi de Catalunya situat a la comarca del Vallès Oriental. Es troba a 3 kilòmetres de la capital comarcal, Granollers.

## Geografia
- Llista de topònims de Lliçà d'Amunt (orografia: muntanyes, serres, collades, indrets…; hidrografia: rius, fonts...; edificis: cases, masies, esglésies, etc.).

| Entitat de població | Habitants (2023) |
| Palaudàries         | 6.140            |
| el Pla              | 5.135            |
| la Serra            | 4.817            |
| Font: Idescat       |                  |

## Origen del nom
Sembla que el nom del poble de Lliçà d'Amunt deriva del nom romà Licius. Al 989 apareix citat como Liciano. El 1174, com Liziano Superiori. El 1359, com San Julià de Lliçà Sobirà.
Lliçà d'Amunt va ser escrit antigament com Lliçà Sobirà, mentre que Lliçà de Vall va ser Liçano Subteriore i Liçà Jusà. La distinció es va efectuar entre el poble de la part de dalt del riu i el de la part de sota, no entre un poble situat sobre un turó i un altre situat a la vall.

## Descripció i història
El poble de Lliçà d'Amunt (2.455 h el 2005; 145 m d'altitud) es concentra a la dreta de la riera de Tenes, enlairat sobre la terrassa quaternària, a redós de l'església parroquial, i la masia fortificada o castell de Can Puig, bastit sobre un turó encimbellat que domina el poble. Aquest s'estengué originàriament vers el sud, pel carrer de la Sagrera i, ja al segle xx, segueix el traçat de la carretera de Parets a Bigues i enllaça pel sud amb el barri de Sant Baldiri, mentre que al nord s'edifica a banda i banda de Can Puig, a la carretera i al barri de les Escoles.
La parròquia de Sant Julià, documentada des del principi del segle xi, apareix sovint a la documentació amb un altar de Santa Maria, existent ja el 1075. El 1149 el bisbe de Barcelona, Guillem de Torroja, amb l'assentiment dels seus canonges, va unir l'església i els drets de la parròquia de Sant Julià al monestir de Sant Miquel del Fai, que ja posseïa diferents alous dintre el seu terme. En la donació es reserva només l'obediència a l'església de Barcelona, amb l'obligació d'assistir als sínodes diocesans. Aquesta submissió al priorat del Fai, que era el que presentava els seus rectors, va durar fins al 1751.
L'església que ha pervingut fins a l'actualitat és bàsicament l'església romànica. Fou reedificada a la fi del segle xi, es començà a ampliar al segle xv i se'n reprengué la reforma al segle següent amb la construcció de les capelles de Sant Abdó i Sant Senén el 1563 i la de Sant Jacint el 1600. Aquestes capelles i d'altres que s'hi afegiren, dedicades al Roser, a sant Isidre i a sant Sebastià, li donaren la disposició actual de tres naus. El campanar fou iniciat entorn del 1508 i la barana superior, que es troba a l'angle NO de la façana, és del 1710. La portada, del segle xvi, és de tipus goticorenaixentista, amb uns caparrons esculpits, que fan de suport a l'arquitrau, i un frontó en forma de gran petxina. L'any 1725 es va refer i unificar el teulat. A la part dreta del temple té adossada una capella i altres dependències. És notable la seva pica baptismal del segle xvi i un conjunt de peces d'orfebreria (veracreu, calzes, bacina, bordons i imatges d'argent).
El cicle de festes i tradicions comença per Nadal, que té com a acte més destacat la tradicional representació dels Pastorets, amb text de Josep Maria Folch i Torres, amb un primer acte de Jaume Farriol. El 7 de gener se celebra la festa major d'hivern de Sant Julià, i pels volts del 17, la festa de Sant Antoni, amb una mostra de bestiar. La festa major d'estiu se celebra pel setembre, el primer diumenge.

## La població i l'economia
La població (lliçanencs), experimentà un creixement significatiu entre les dècades de 1960 i 1980, amb les següents dades: 1.151 h el 1960, 1.577 h el 1970 i 2.655 h el 1981. Si bé aquest augment demogràfic respongué a la incipient industrialització del terme i dels municipis veïns, a partir de l'any 1980, en plena crisi industrial, les parcel·lacions dels terrenys que en un principi eren previstes per a l'establiment de segones residències, es convertiren, en molts casos, en residència permanent i fixa a causa de diversos factors, com la proximitat als llocs de treball en els polígons industrials dels municipis veïns, el contacte amb la natura, les millors condicions per a la jubilació o la millor qualitat de vida. Això provocà un considerable augment que es reflectí en els censos posteriors: 5.417 h el 1991 i 10.209 el 2001. L'any 2005 es comptabilitzaren 12.439 h.
Malgrat la preeminència dins l'economia municipal dels sectors serveis i industrial, l'agricultura de secà, situada a les faldes i les carenes de les serres longitudinals, encara manté una certa importància, amb el conreu de cereals per a gra (ordi, blat, civada), farratge i alguns oliverars i avellaners, encara que aquests conreus, com en altres pobles del Vallès, van pel camí de ser una singular referència històrica, tal com succeí amb el cànem. La intensa urbanització provoca la fragmentació dels pocs espais agrícoles i forestals, que van quedant en espais massa petits i que perden la seva rendibilitat agrícola o el seu valor ecològic.
L'aigua de mines, séquies i pous, afavoreix el regadiu a la plana al·luvial de la riera de Tenes, on encara hi ha força hortalisses. La ramaderia, tradicionalment important, s'ha acabat imposant en l'economia agrària, especialment el bestiar boví, el porcí i l'aviram, en explotacions intensives.
A partir del 1960, Lliçà rebé els efectes de la instal·lació d'indústries en els millors terrenys, propers a la riera de Tenes, ja que fins aleshores les úniques indústries remarcables eren els molins d'en Comes i de Fonolleda i una fàbrica tèxtil llinera, muntada aproximadament l'any 1920. La indústria moderna, molt diversificada, es concentra sobretot a la zona de la carretera de Parets a Bigues, al polígon industrial del Molí d'en Fonolleda, al costat mateix del nucli urbà. Destaquen les empreses pertanyents als sectors metal·lúrgic, mecànic, de la fusta, de les joguines i dels plàstics. El diumenge se celebra el mercat setmanal. Al municipi, a més dels cicles d'ensenyament obligatori, es poden cursar també estudis de batxillerat i es disposa d'una escola municipal de música. Disposa de dos centres d'assistència primària (CAP).
Lliçà d'Amunt s'ha convertit en pocs anys en un municipi d'un tarannà clarament residencial. L'aparició de nombrosos nuclis residencials i de segona residència, sobretot a partir de la dècada de 1970, ha canviat completament la fesomia del terme. Algunes d'aquestes urbanitzacions, de trama anàrquica, han donat un aspecte fragmentat i difús al municipi, que s'ha densificat força des de la dècada de 1980.

## Eleccions

### Eleccions municipals
| Eleccions municipals de 2019 - Lliçà d'Amunt                                                                                       |                                     |                                     |                                     |        |          |          |
| Candidatura | Candidatura                         | Candidatura                         | Cap de llista                       | Vots   | Vots     | Regidors |
| | PSC-CP                              |                                     | Ignasi Simón Ortoll                 | 2864   | 39,92%   | 9        |
| | ERC-AM                              |                                     | Iban Martínez i Asensio             | 1812   | 25,26%   | 5        |
| | LLAECP-ECG                          |                                     | Antonio Polo Lama                   | 603    | 8,41%    | 1        |
| | Cs                                  |                                     | Josep Oriol Vera Brau               | 527    | 7,35%    | 1        |
| | JUNTS                               |                                     | Manel Busquets i Mateu              | 396    | 5,52%    | 1        |
| | PP                                  |                                     | Angela Roca Corts                   | 318    | 4,43%    | 0        |
| | CUP-AMUNT                           |                                     | Roger Nadal Botet                   | 302    | 4,21%    | 0        |
| | PRIMÀRIES CATALUNYA                 |                                     | Carme Bellavista Fernández          | 155    | 2,16%    | 0        |
| | F!                                  |                                     | Gregorio Molina Martinez            | 152    | 2,12%    | 0        |
| | Vots en blanc                       |                                     |                                     | 45     | 0,63%    |          |
| Total vots vàlids i regidors | Total vots vàlids i regidors        | Total vots vàlids i regidors        | Total vots vàlids i regidors        | '      | 100 %    | 17       |
| | Vots nuls                           | Vots nuls                           | Vots nuls                           | 24     | 0,33%    |          |
| Participació (vots vàlids més nuls)                                                                                                | Participació (vots vàlids més nuls) | Participació (vots vàlids més nuls) | Participació (vots vàlids més nuls) | 7198   | 60,37%** |          |
| Abstenció | Abstenció                           | Abstenció                           | Abstenció                           | 4726*  | 39,63%** |          |
| Total cens electoral | Total cens electoral                | Total cens electoral                | Total cens electoral                | 11924* | 100 %**  |          |
| Alcalde: Ignasi Simón Ortoll |                                     |                                     |                                     |        |          |          |
| Fonts: https://www.llicamunt.cat/govern-obert/eleccions (* No són vots sinó electors. ** Percentatge respecte del cens electoral.) |                                     |                                     |                                     |        |          |          |

## Patrimoni arquitectònic
Ermites
- Ermita de Sant Valerià
- Ermita de Sant Baldiri
- Ermita romànica de Santa Justa (Lliçà d'Amunt)

Esglésies parroquials
- Sant Esteve de Palaudàries
- Església de Sant Julià

Masies
- Can Francí
- Ca l'Artigues de la Serra
- Can Bosch
- Can Comes
- Can Dunyó
- Can Moncau
- Can Puig
- Can Xicota
- la Torre del Pla
- Ca l'Amell Gros
- Ca l'Orlau
- Ca l'Oliveres
- Can Pujal
- Can Ros
- Can Feu
- Can Palaudàries
- Can Lledó
- Can Salgot
- Can Carrera
- Can Manent

## Transports
Transports de Lliçà d'Amunt TLA, és el servei de transport urbà municipal de Lliçà d'Amunt, situat al Vallès Oriental. Va entrar en servei el 25 d'octubre de 1999 i en els primers temps es va anomenar Transport Públic Municipal de Lliçà d'Amunt. La flota es compon de tres autobusos que circulen per les tres línies que formen una xarxa de 64,4 km (LA1, LA2 i LA3).

## Demografia
| 1497 f | 1515 f | 1553 f | 1717 | 1787 | 1857 | 1877  | 1887 | 1900 | 1910 |
| ------ | ------ | ------ | ---- | ---- | ---- | ----- | ---- | ---- | ---- |
| 39     | 35     | 43     | 269  | 397  | 915  | 1.011 | 968  | 966  | 988  |

| 1920  | 1930  | 1940  | 1950  | 1960  | 1970  | 1981  | 1990  | 1992  | 1994  |
| ----- | ----- | ----- | ----- | ----- | ----- | ----- | ----- | ----- | ----- |
| 1.045 | 1.126 | 1.232 | 1.212 | 1.151 | 1.577 | 2.622 | 4.963 | 5.797 | 5.797 |

| 1996  | 1998  | 2000  | 2002   | 2004   | 2006   | 2008   | 2010   | 2012   | 2014   |
| ----- | ----- | ----- | ------ | ------ | ------ | ------ | ------ | ------ | ------ |
| 7.668 | 8.530 | 9.595 | 10.821 | 12.009 | 12.938 | 13.809 | 14.356 | 14.584 | 14.696 |

| 2016   | 2018   | 2020   | 2022   | 2024   | 2026 | 2028 | 2030 | 2032 | 2034 |
| ------ | ------ | ------ | ------ | ------ | ---- | ---- | ---- | ---- | ---- |
| 14.759 | 15.111 | 15.469 | 15.801 | 16.253 | -    | -    | -    | -    | -    |